# Grafschaft Carcassonne
Die Grafschaft Carcassonne  (Carcassès) lag in der südfranzösischen Region des Languedoc und umgab die gleichnamige Stadt im heutigen Département Aude. Sie wurde von folgenden Grafschaften umgeben: im Osten Narbonne, im Süden Rasès, im Westen Foix, im Nordwesten Toulouse und im Nordosten Béziers.
Karl der Große richtete im Zuge der Eroberung Septimaniens die Grafschaft ein und vergab sie an einen gewissen Bello († nach 812). Er sollte Stammvater einer weitverzweigten Adelssippe werden, der Belloniden, die besonders in den katalanischen Grafschaften eine große Rolle spielte. Zu den Lehnsmännern der Grafen von Carcassonne gehörten unter anderem die Herren von Cabaret, Minerve und Termes. Ab 837 folgten Grafen aus verschiedenen Dynastien (Wilhelmiden, Haus Toulouse und Haus Barcelona).

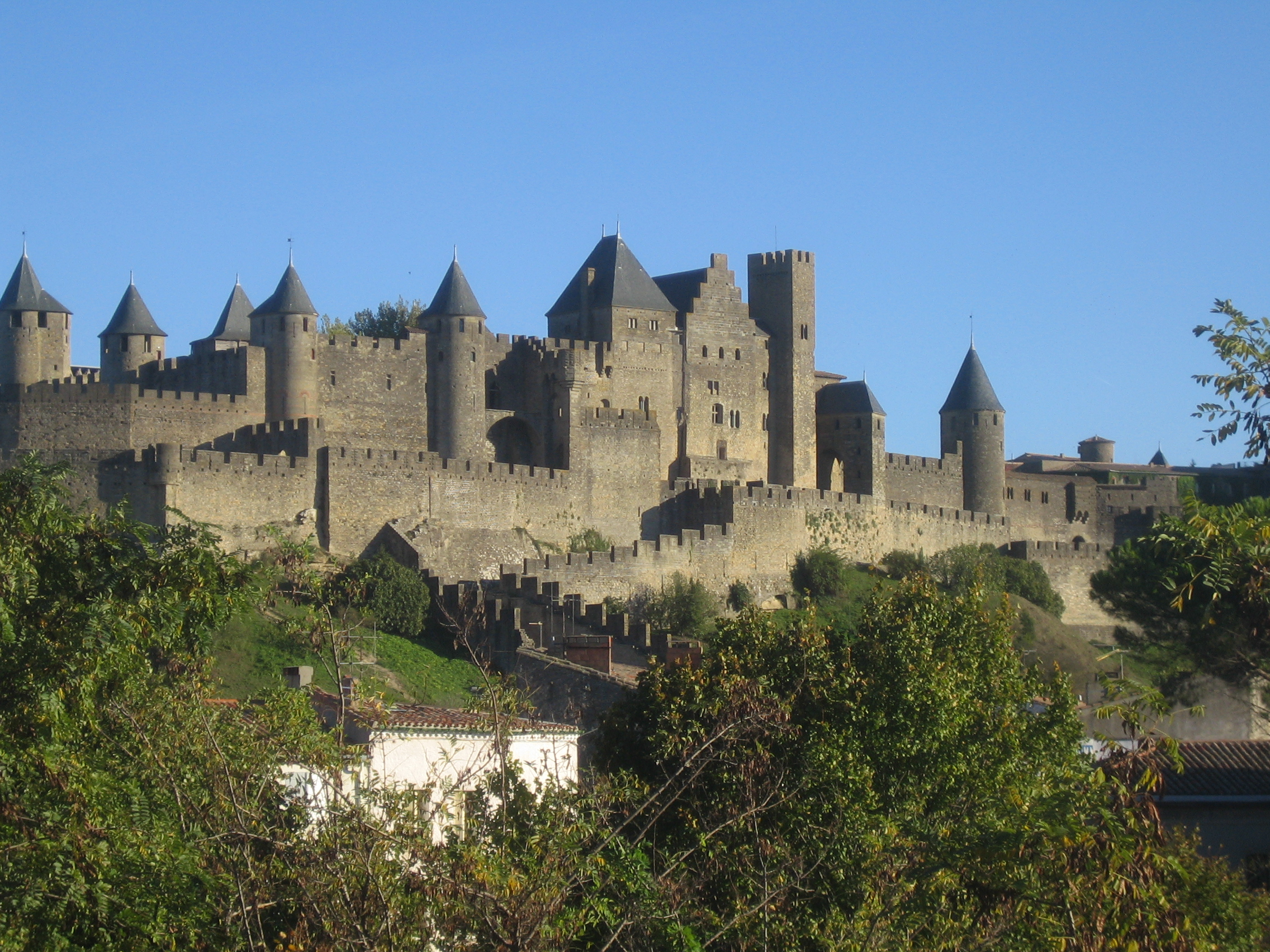
Die Burg von Carcassonne

Mitte des 10. Jahrhunderts gelangten die Grafen von Comminges (das Haus Comminges) in den Besitz der Grafschaft Carcassonne, die daraufhin von einer Nebenlinie dieser Familie regiert wurde. Graf Roger I. teilte seine Besitzungen wiederum unter seine Söhne auf. Raimund I. Roger erhielt Carcassonne, während sein jüngerer Bruder Bernard-Roger die neu geschaffene Grafschaft Couserans-Foix erhielt. Die zwei so entstandenen Linien verpflichteten sich zur gegenseitigen Erbfolge in ihren Besitzungen im Falle des Aussterbens einer Linie. Dieser Fall trat 1067 mit dem Tod Graf Rogers III. von Carcassonne ein. Dessen Haupterbin Ermesende trat jedoch ihre und die Rechte der Grafen von Foix entgegen den Abkommen an die Grafen von Barcelona ab. Diese wiederum belehnten Ermengarde und deren Sohn, Bernard Aton IV. Trencavel, als erbliche Vizegrafen in Carcassonne. Graf Roger II. von Foix verzichtete am 21. April 1095 auf seine Erbrechte.

## Grafen von Carcassonne
Belloniden
- ???–820 Bello
- 820–821 Guisclafred Sohn
- 821–837 Oliba I. Bruder

Wilhelmiden (Gellones)
- 837–844 Bernhard von Septimanien
- 844–845 Argila Neffe, Sohn des Berà von Barcelona
- 845–850 Berà Sohn
- 850 Miro Etilius vermutlich Sohn von Berà

Haus Toulouse
- 850–852 Fredelon (Graf von Toulouse) Sohn des Fulcoald von Rouergue
- 852–863 Raimund (Graf von Toulouse) Bruder
- 863–864 Humfried von Gothien (Usurpator)

Haus Barcelona
- 865–872 Oliba II. Sohn von Oliba I.

Haus Toulouse
- 872 Bernhard (Graf von Toulouse) Sohn von Raimund

Haus Barcelona
- 872–879 Oliba II.
- 879–906 Acfred I. Bruder
- 906–908 Bencion Sohn von Oliba II.
- 908–934 Acfred II. Bruder
- 943–??? Arsinde Tochter

Haus Comminges
- 934–957 Arnaud (Graf von Comminges und Couserans) Ehemann von Arsinde
- 957–1012 Roger I. der Alte Sohn
  - ????–1011 Raimund I. Roger Sohn
- 1012–1060 Peter Raimund Sohn
  - 1012–1034 Wilhelm Raimund Bruder (Teilgraf)
  - 1034–1059 Raimund II. Wilhelm Sohn (Teilgraf)
  - 1034–???? Peter Bruder (Teilgraf)
  - 1034–???? Bernard Bruder (Teilgraf)
  - 1034–1050 Peter Roger Großonkel (Teilgraf), Bischof von Girona
  - 1050–1067 Roger II. Neffe (Teilgraf, als Roger I. Graf von Foix)
- 1060–1067 Raimund Roger/Roger III. Sohn von Peter Raimund
- 1067–1068 Ermengarde Schwester

## Vizegrafen von Carcassonne
Unter den Vizegrafen aus dem Hause Trencavel erlangte Carcassonne noch einmal zu einer weitestgehenden Selbstständigkeit, auch wenn sie die Oberhoheit der Grafen von Barcelona (bzw. der Könige von Aragon) formell anerkannten.
Haus Comminges
- 1068–1099 Ermengarde von Carcassonne Tochter von Raimund Peter

Haus Trencavel
- 1082–1129 Bernard Aton Sohn von Ermengarde und des Raimund Bernard von Albi
- 1129–1150 Roger I. Sohn
- 1150–1167 Raimund I. von Béziers Bruder
- 1167–1194 Roger II. Taillefer Sohn
- 1194–1209 Raimund-Roger Sohn

Haus Montfort-l’Amaury
- 1209–1218 Simon IV. de Montfort
- 1218–1224 Amaury de Montfort Sohn

Haus Trencavel
- 1224–1226 Raimund II. Sohn von Raimund Roger

1226 wurde Raimund II. Trencavel seiner Besitzungen für verlustig erklärt und begab sich ins Exil nach Aragon. Im Vertrag von Meaux-Paris wurde Carcassonne mit der französischen Krone vereint (siehe Seneschallat Carcassonne). 1240 scheiterte Raimunds Versuch, Carcassonne zurückzuerobern und zog sich erneut nach Aragon zurück und verzichtete 1247 auf seine Ansprüche.

## Graf von Carcassonne
- Charles Bâtard de Valois (1573–1650), 1589 Graf von Carcassonne, 1620 Herzog von Angoulême